# Sex and Love Tour
El Sex & Love Tour es la decimotercera gira musical del cantante español Enrique Iglesias, en promoción a su décimo álbum de estudio Sex and Love. La gira comenzó el 14 de febrero de 2014 en San Juan, Puerto Rico y terminó el 16 de septiembre de 2017 en Las Vegas, USA.

## Teloneros
- Demi Lovato (Reino Unido, Francia, Holanda, Irlanda y Bélgica)
- Pitbull (Norteamérica)
- J Balvin (Norteamérica)
- Norlan El Misionario (Finlandia)
- Juan Magan (Paraguay y México)
- Wisin (Argentina)
- Capital Cities (Costa Rica)

## Repertorio
| 1. Tonight (I'm Lovin' You) 2. I Like How It Feels 3. No me digas que no 4. Bailamos 5. Cuando me enamoro 6. El perdedor 7. Por amarte 8. Loco 9. Lloro por ti 10. Be With You 11. I'm a Freak 12. Escape 13. Bailando 14. Nunca te olvidaré 15. I Like It 16. Héroe 17. ¿Dónde están corazón? 18. Experiencia religiosa | 1. I'm a Freak 2. I Like How It Feels 3. Heart Attack 4. Nunca te olvidaré 5. No me digas que no 6. Bailamos 7. Cuando me enamoro 8. El perdedor 9. Experiencia religiosa 10. Lloro por ti 11. Loco 12. Finally Found You 13. Be With You 14. Escape 15. Tonight (I'm Lovin' You) 16. Hero 17. I Like It |

## Fechas
| Fecha                         | Ciudad              | País                   | Lugar                                 | Boletos         | Ganancias   |
| ----------------------------- | ------------------- | ---------------------- | ------------------------------------- | --------------- | ----------- |
| América Latina & Norteamérica |                     |                        |                                       |                 |             |
| 14 de febrero de 2014         | San Juan            | Puerto Rico            | Coliseo de Puerto Rico                | —               | —           |
| 15 de febrero de 2014         | New York            | Estados Unidos         | Madison Square Garden                 | —               | —           |
| 27 de febrero de 2014         | Anáhuac             | México                 | Universidad Anáhuac                   | —               | —           |
| 2 de mayo de 2014             | Valledupar          | Colombia               | Parque de la Leyenda Vallenata        | —               | —           |
| 20 de mayo de 2014            | Santiago de Chile   | Chile                  | Movistar Arena                        | —               | —           |
| 22 de mayo de 2014            | Buenos Aires        | Argentina              | Luna Park                             | —               | —           |
| 23 de mayo de 2014            | Buenos Aires        | Argentina              | Luna Park                             | —               | —           |
| 29 de mayo de 2014            | Ciudad de México    | México                 | Auditorio Nacional                    | 18,774 / 18,774 | $ 1,312,799 |
| 30 de mayo de 2014            | Ciudad de México    | México                 | Auditorio Nacional                    | 18,774 / 18,774 | $ 1,312,799 |
| 1 de junio de 2014            | Monterrey           | México                 | Auditorio Banamex                     | 5,789 / 6,338   | $472,977    |
| 3 de junio de 2014            | Guadalajara         | México                 | Auditorio Telmex                      | 12,775 / 16,122 | $889,881    |
| 4 de junio de 2014            | Guadalajara         | México                 | Auditorio Telmex                      | 12,775 / 16,122 | $889,881    |
| 6 de junio de 2014            | León                | México                 | Explanada Poliforum                   | —               | —           |
| 8 de junio de 2014            | Mérida              | México                 | Coliseo Yucatán                       | 4,572 / 7,069   | $413,086    |
| Europa                        |                     |                        |                                       |                 |             |
| 21 de junio de 2014           | Londres             | Reino Unido            | Estadio Wembley                       | —               | —           |
| Africa                        |                     |                        |                                       |                 |             |
| 1 de agosto de 2014           | Alejandría          | Egipto                 | Golf Port Marina                      | —               | —           |
| Norteamérica                  |                     |                        |                                       |                 |             |
| 28 de agosto de 2014          | Panamá City         | Panamá                 | Centro de Convenciones Figali         | —               | —           |
| 30 de agosto de 2014          | Punta Cana          | República Dominicana   | Hard Rock Hotel & Casino Punta Cana   | —               | —           |
| 12 de septiembre de 2014      | Newark              | Estados Unidos         | Prudential Center                     | 12,291 / 12,291 | $1,133,178  |
| 13 de septiembre de 2014      | Washington D. C.    | Estados Unidos         | Verizon Center                        | 15,183 / 15,183 | $1,232,025  |
| 14 de septiembre de 2014      | Uniondale           | Estados Unidos         | Nassau Veterans Memorial Coliseum     | 11,487 / 11,487 | $838,766    |
| 16 de septiembre de 2014      | Montreal            | Canadá                 | Bell Centre                           | 11,000 / 11,000 | $885,112    |
| 19 de septiembre de 2014      | Toronto             | Canadá                 | Air Canada Centre                     | 27,761 / 27,761 | $2,164,982  |
| 20 de septiembre de 2014      | Toronto             | Canadá                 | Air Canada Centre                     | 27,761 / 27,761 | $2,164,982  |
| 21 de septiembre de 2014      | Detroit             | Estados Unidos         | The Palace of Auburn Hills            | 10,575 / 10,575 | $604,102    |
| 25 de septiembre de 2014      | Nueva York          | Estados Unidos         | Madison Square Garden                 | 15,019 / 15,019 | $1,515,806  |
| 26 de septiembre de 2014      | Atlantic City       | Estados Unidos         | Boardwalk Hall                        | 11,808 / 11,808 | $613,358    |
| 27 de septiembre de 2014      | Boston              | Estados Unidos         | TD Garden                             | 12,543 / 12,543 | $1,068,421  |
| 2 de octubre de 2014          | Kansas City         | Estados Unidos         | Sprint Center                         | 11,514 / 11,514 | $675,656    |
| 3 de octubre de 2014          | Rosemont            | Estados Unidos         | Allstate Arena                        | 14,260 / 14,260 | $1,297,390  |
| 10 de octubre de 2014         | Los Ángeles         | Estados Unidos         | Staples Center                        | 30,806 / 30,806 | $3,143,555  |
| 11 de octubre de 2014         | Los Ángeles         | Estados Unidos         | Staples Center                        | 30,806 / 30,806 | $3,143,555  |
| 12 de octubre de 2014         | Las Vegas           | Estados Unidos         | MGM Grand Garden Arena                | 9,808 / 9,808   | $1,138,307  |
| 14 de octubre de 2014         | San José            | Estados Unidos         | SAP Center                            | 14,903 / 14,903 | $1,191,497  |
| 15 de octubre de 2014         | San Diego           | Estados Unidos         | San Diego Sports Arena                | 11,933 / 11,933 | $965,148    |
| 17 de octubre de 2014         | Dallas              | Estados Unidos         | American Airlines Center              | 14,540 / 14,540 | $1,285,537  |
| 18 de octubre de 2014         | San Antonio         | Estados Unidos         | Alamodome                             | 19,253 / 19,253 | $1,330,279  |
| 19 de octubre de 2014         | Houston             | Estados Unidos         | Toyota Center                         | 13,398 / 13,398 | $1,339,569  |
| 22 de octubre de 2014         | Atlanta             | Estados Unidos         | Arena at Gwinnett Center              | 9,224 / 9,224   | $825,225    |
| 25 de octubre de 2014         | Hollywood           | Estados Unidos         | Hard Rock Live                        | —               | —           |
| 26 de octubre de 2014         | Miami               | Estados Unidos         | American Airlines Arena               | 14,795 / 14,795 | $1,487,123  |
| 29 de octubre de 2014         | Orlando             | Estados Unidos         | Amway Center                          | 12,234 / 12,234 | $934,162    |
| Europa                        |                     |                        |                                       |                 |             |
| 13 de noviembre de 2014       | Barcelona           | España                 | Palau Sant Jordi                      | —               | —           |
| 15 de noviembre de 2014       | Madrid              | España                 | Wizink Center                         | —               | —           |
| 18 de noviembre de 2014       | Ámsterdam           | Países Bajos           | Ziggo Dome                            | —               | —           |
| 20 de noviembre de 2014       | Amberes             | Bélgica                | Sportpaleis                           | 13,514 / 15,876 | $843,248    |
| 21 de noviembre de 2014       | Paris               | Francia                | Palais Omnisports de Paris-Bercy      | —               | —           |
| 23 de noviembre de 2014       | Dublín              | Irlanda                | The O2                                | 8,829 / 8,829   | $556,063    |
| 25 de noviembre de 2014       | Glasgow             | Reino Unido            | The Hydro                             | 7,275 / 7,399   | $603,809    |
| 27 de noviembre de 2014       | Birmingham          | Reino Unido            | LG Arena                              | —               | —           |
| 28 de noviembre de 2014       | Londres             | Reino Unido            | The O2                                | 13,202 / 15,066 | $1,254,210  |
| 29 de noviembre de 2014       | Manchester          | Reino Unido            | Phones 4u Arena                       | 11,905 / 11,905 | $933,686    |
| 2 de diciembre de 2014        | Kaunas              | Lituania               | Žalgiris Arena                        | —               | —           |
| 4 de diciembre de 2014        | San Petersburgo     | Rusia                  | Ice Palace                            | —               | —           |
| 7 de diciembre de 2014        | Riga                | Letonia                | Arena Riga                            | —               | —           |
| 8 de diciembre de 2014        | Tallin              | Estonia                | Saku Suurhall                         | —               | —           |
| 10 de diciembre de 2014       | Helsinki            | Finlandia              | Hartwall Arena                        | —               | —           |
| 13 de diciembre de 2014       | Moscú               | Rusia                  | Crocus City Hall                      | —               | —           |
| Sudamérica                    |                     |                        |                                       |                 |             |
| 27 de diciembre de 2014       | Cali                | Colombia               | Estadio Olímpico Pascual Guerrero     | —               | —           |
| 28 de diciembre de 2014       | Cartagena de Indias | Colombia               | Estadio Olímpico Jaime Morón León     | —               | —           |
| Norteamérica                  |                     |                        |                                       |                 |             |
| 28 de enero de 2015           | El Paso             | Estados Unidos         | Don Haskins Center                    | 17,920 / 17,920 | $1,701,675  |
| 29 de enero de 2015           | Phoenix             | Estados Unidos         | US Airways Center                     | 14,555 / 14,555 | $1,025,590  |
| 31 de enero de 2015           | Las Vegas           | Estados Unidos         | Mandalay Bay Events Center            | 9,102 / 9,102   | $1,168,370  |
| 5 de febrero de 2015          | Corpus Christi      | Estados Unidos         | American Bank Center                  | 8,419 / 8,419   | $864,410    |
| 6 de febrero de 2015          | Lubbock             | Estados Unidos         | United Supermarkets Arena             | 10,948 / 10,948 | $975,670    |
| 7 de febrero de 2015          | Austin              | Estados Unidos         | Frank Erwin Center                    | 13,117 / 13,117 | $1,009,484  |
| 12 de febrero de 2015         | Bakersfield         | Estados Unidos         | Rabobank Arena                        | 9,201 / 9,201   | $841,873    |
| 13 de febrero de 2015         | Los Ángeles         | Estados Unidos         | Staples Center                        | 15,492 / 15,492 | $1,630,627  |
| 14 de febrero de 2015         | Oakland             | Estados Unidos         | Oracle Arena                          | 14,463 / 14,463 | $1,209,566  |
| 17 de febrero de 2015         | Denver              | Estados Unidos         | Pepsi Center                          | 14,933 / 14,933 | $1,121,839  |
| 20 de febrero de 2015         | Rosemont            | Estados Unidos         | Allstate Arena                        | 14,208 / 14,208 | $1,220,340  |
| 21 de febrero de 2015         | Minneapolis         | Estados Unidos         | Target Center                         | 15,656 / 15,656 | $819,032    |
| América Latina                |                     |                        |                                       |                 |             |
| 6 de marzo de 2015            | San Juan            | Puerto Rico            | Coliseo de Puerto Rico                | 17,401 / 20,000 | $1,532,729  |
| 7 de marzo de 2015            | San Juan            | Puerto Rico            | Coliseo de Puerto Rico                | 17,401 / 20,000 | $1,532,729  |
| 4 de abril de 2015            | Puerto San José     | Guatemala              | Brahva Summer Fest                    | —               | —           |
| 18 de abril de 2015           | Asunción            | Paraguay               | Jockey Club                           | —               | —           |
| 1 de mayo de 2015             | Managua             | Nicaragua              | Estadio Nacional de Fútbol            | —               | —           |
| 2 de mayo de 2015             | San José            | Costa Rica             | Parque Viva                           | —               | —           |
| 6 de mayo de 2015             | Veracruz            | México                 | World Trade Center                    | —               | —           |
| 7 de mayo de 2015             | Tuxtla Gutiérrez    | México                 | Estadio Víctor Manuel Reyna           | —               | —           |
| 21 de mayo de 2015            | Torreón             | México                 | Coliseo Centenario                    | —               | —           |
| 22 de mayo de 2015            | San Luis Potosí     | México                 | El Domo                               | —               | —           |
| 23 de mayo de 2015            | Morelia             | México                 | Plaza Monumental de Morelia           | —               | —           |
| 28 de mayo de 2015            | Querétaro           | México                 | Hípico de Juriquilla                  | —               | —           |
| 30 de mayo de 2015            | Tijuana             | México                 | Plaza Monumental                      | —               | —           |
| 3 de julio de 2015            | Ciudad de México    | México                 | Auditorio Nacional                    | 27,262 / 28,333 | $1,858,230  |
| 4 de julio de 2015            | Ciudad de México    | México                 | Auditorio Nacional                    | 27,262 / 28,333 | $1,858,230  |
| 5 de julio de 2015            | Ciudad de México    | México                 | Auditorio Nacional                    | 27,262 / 28,333 | $1,858,230  |
| Europa                        |                     |                        |                                       |                 |             |
| 13 de agosto de 2015          | Marbella            | España                 | Cantera de Nagüeles                   | Festival        | Festival    |
| 16 de agosto de 2015          | Monte Carlo         | Mónaco                 | Salle des Etoiles                     | Festival        | Festival    |
| 19 de agosto de 2015          | Estambul            | Turquía                | Kucukciftlik Park                     | —               | —           |
| Asia                          |                     |                        |                                       |                 |             |
| 20 de agosto de 2015          | Edén                | Líbano                 | Ehden                                 | Festival        | Festival    |
| Sudamérica                    |                     |                        |                                       |                 |             |
| 5 de septiembre de 2015       | Willemstad          | Curazao                | World Trade Center                    | Festival        | Festival    |
| Norteamérica                  |                     |                        |                                       |                 |             |
| 13 de septiembre de 2015      | Las Vegas           | Estados Unidos         | The Colosseum at Caesars Palace       | 7,654 / 7,654   | $966,175    |
| 14 de septiembre de 2015      | Las Vegas           | Estados Unidos         | The Colosseum at Caesars Palace       | 7,654 / 7,654   | $966,175    |
| Centroamérica                 |                     |                        |                                       |                 |             |
| 2 de octubre de 2015          | San Salvador        | El Salvador            | Estadio Cuscatlán                     | —               | —           |
| 3 de octubre de 2015          | Ciudad de Guatemala | Guatemala              | Paseo Cayala                          | —               | —           |
| Norteamérica                  |                     |                        |                                       |                 |             |
| 10 de octubre de 2015         | Puebla              | México                 | Auditorio del CCU                     | —               | —           |
| 13 de octubre de 2015         | Tampico             | México                 | Centro de Convenciones y Exposiciones | Festival        | Festival    |
| 14 de octubre de 2015         | Monterrey           | México                 | Auditorio Banamex                     | 5,271 / 6,317   | $512,853    |
| 23 de octubre de 2015         | Hermosillo          | México                 | Expo Forum                            | —               | —           |
| 24 de octubre de 2015         | Costa Mesa          | Estados Unidos         | OC Fair & Event Center                | —               | —           |
| Sudamérica                    |                     |                        |                                       |                 |             |
| 29 de octubre de 2015         | Guayaquil           | Ecuador                | Coliseo Voltaire Paladines Polo       | —               | —           |
| 31 de octubre de 2015         | Cuenca              | Ecuador                | Estadio Alejandro Serrano Aguilar     | —               | —           |
| 7 de noviembre de 2015        | La Romana           | República Dominicana   | Casa de Campo                         | —               | —           |
| 14 de noviembre de 2015       | Buenos Aires        | Argentina              | Estadio G.E.B.A.                      | —               | —           |
| 15 de noviembre de 2015       | Córdoba             | Argentina              | Anfiteatro Villa Maria                | —               | —           |
| 21 de noviembre de 2015       | Lima                | Perú                   | Estadio Nacional del Perú             | Festival        | Festival    |
| Asia                          |                     |                        |                                       |                 |             |
| 27 de noviembre de 2015       | Abu Dabi            | Emiratos Árabes Unidos | du Arena                              | Festival        | Festival    |
| Europa                        |                     |                        |                                       |                 |             |
| 29 de noviembre de 2015       | Moscú               | Rusia                  | Estadio Olimpiski                     | —               | —           |
| Norteamérica                  |                     |                        |                                       |                 |             |
| 3 de diciembre de 2015        | León                | México                 | Poliforum Leon                        | —               | —           |
| 4 de diciembre de 2015        | Guadalajara         | México                 | Poliforum Leon                        | —               | —           |
| 5 de diciembre de 2015        | McAllen             | Estados Unidos         | McAllen Veterans Memorial Stadium     | —               | —           |
| Europa                        |                     |                        |                                       |                 |             |
| 13 de diciembre de 2015       | Lisboa              | Portugal               | MEO Arena                             | —               | —           |
| 14 de diciembre de 2015       | Sofía               | Bulgaria               | Arena Armeec                          | —               | —           |
| Asia                          |                     |                        |                                       |                 |             |
| 16 de diciembre de 2015       | Tel Aviv            | Israel                 | Nokia Arena                           | —               | —           |
| 20 de diciembre de 2015       | Colombo             | Sri Lanka              | CR & FC Grounds                       | —               | —           |
| 22 de diciembre de 2015       | Tel Aviv            | Israel                 | Nokia Arena                           | —               | —           |
| Norteamérica                  |                     |                        |                                       |                 |             |
| 11 de febrero de 2016         | Mashantucket        | Estados Unidos         | Foxwoods Resort Casino                | —               | —           |
| 12 de febrero de 2016         | Mashantucket        | Estados Unidos         | Foxwoods Resort Casino                | —               | —           |
| 20 de febrero de 2016         | Morelos             | México                 | Jardines de México                    | —               | —           |
| Latinoamérica                 |                     |                        |                                       |                 |             |
| 3 de marzo de 2016            | Quito               | Ecuador                | Coliseo General Rumiñahui             | —               | —           |
| 5 de marzo de 2016            | Ciudad de México    | México                 | Hipódromo de las Américas             | Festival        | Festival    |
| Europa                        |                     |                        |                                       |                 |             |
| 8 de mayo de 2016             | Zagreb              | Croacia                | Arena Zagreb                          | —               | —           |
| 10 de mayo de 2016            | Belgrado            | Serbia                 | Kombank Arena                         | —               | —           |
| 12 de mayo de 2016            | Bucarest            | Rumania                | Romexpo                               | —               | —           |
| 14 de mayo de 2016            | Sofía               | Bulgaria               | Arena Armeets                         | —               | —           |
| Norteamérica                  |                     |                        |                                       |                 |             |
| 4 de junio de 2016            | Wantagh             | Estados Unidos         | Jones Beach Theater                   | Festival        | Festival    |
| Europa                        |                     |                        |                                       |                 |             |
| 18 de junio de 2016           | Bakú                | Azerbaiyán             | Baku Boulevard                        | Festival        | Festival    |
| 20 de junio de 2016           | Skopie              | Macedonia del Norte    | Centro Deportivo Boris Trajkovski     | —               | —           |
| Europa                        |                     |                        |                                       |                 |             |
| 25 de junio de 2016           | Oranjestad          | Aruba                  | Baku Boulevard                        | Festival        | Festival    |
| Norteamérica                  |                     |                        |                                       |                 |             |
| 2 de julio de 2016            | Tucson              | Estados Unidos         | Anselmo Valencia Tori Amphitheatre    | —               | —           |
| Asia                          |                     |                        |                                       |                 |             |
| 11 de agosto de 2016          | Amán                | Jordania               | Amman exhibition Park                 | —               | —           |
| Europa                        |                     |                        |                                       |                 |             |
| 13 de agosto de 2016          | Monte Carlo         | Mónaco                 | Salle des Etoiles                     | Festival        | Festival    |
| 16 de agosto de 2016          | Antalya             | Turquía                | Horticultural Exhibition              | Festival        | Festival    |
| Norteamérica                  |                     |                        |                                       |                 |             |
| 16 de septiembre de 2016      | Las Vegas           | Estados Unidos         | The Colosseum at Caesars Palace       | 8,191 / 8,191   | $1,157,846  |
| 17 de septiembre de 2016      | Las Vegas           | Estados Unidos         | The Colosseum at Caesars Palace       | 8,191 / 8,191   | $1,157,846  |
| Centroamérica                 |                     |                        |                                       |                 |             |
| 9 de diciembre de 2016        | Ciudad de Guatemala | Guatemala              | Paseo Cayala                          | —               | —           |
| Europa                        |                     |                        |                                       |                 |             |
| 14 de diciembre de 2016       | Viena               | Austria                | Wiener Stadthalle                     | —               | —           |
| 16 de diciembre de 2016       | Cracovia            | Polonia                | Tauron Arena                          | —               | —           |
| 18 de diciembre de 2016       | Praga               | República Checa        | Tipsport Arena                        | —               | —           |
| Centroamérica                 |                     |                        |                                       |                 |             |
| 30 de diciembre de 2016       | La Romana           | República Dominicana   | Casa de Campo                         | Festival        | Festival    |
| Asia                          |                     |                        |                                       |                 |             |
| 24 de febrero de 2017         | Dubái               | Emiratos Árabes Unidos | Dubai Media City                      | Festival        | Festival    |
| 15 de abril de 2017           | Sakhir              | Baréin                 | Circuito Internacional de Baréin      | Festival        | Festival    |
| Europa                        |                     |                        |                                       |                 |             |
| 3 de mayo de 2017             | Estocolmo           | Suecia                 | Globen Arena                          | —               | —           |
| 5 de mayo de 2017             | Berlín              | Alemania               | Mercedes-Benz Arena                   | —               | —           |
| 7 de mayo de 2017             | Helsinki            | Finlandia              | Hartwall Arena                        | —               | —           |
| Norteamérica                  |                     |                        |                                       |                 |             |
| 13 de mayo de 2017            | Michoacán           | México                 | Teatro Del Pueblo                     | Festival        | Festival    |
| Europa                        |                     |                        |                                       |                 |             |
| 17 de mayo de 2017            | Gdansk              | Polonia                | Ergo Arena                            | —               | —           |
| 19 de mayo de 2017            | Bolonia             | Italia                 | Unipol Arena                          | —               | —           |
| 20 de mayo de 2017            | Milán               | Italia                 | Mediolanum Forum                      | —               | —           |
| 15 de julio de 2017           | Santander           | España                 | Campos de Sport de El Sardinero       | —               | —           |
| Norteamérica                  |                     |                        |                                       |                 |             |
| 15 de septiembre de 2017      | Las Vegas           | Estados Unidos         | The Colosseum at Caesars Palace       | —               | —           |
| 16 de septiembre de 2017      | Las Vegas           | Estados Unidos         | The Colosseum at Caesars Palace       | —               | —           |